# Hermann Francke
Hermann Francke (Neusalz, 1834 - Sorau, 1919) fou un compositor alemany del Romanticisme.
Deixeble d'Adolf-Bernhard Marx, fou cantor a Crossen i des de 1869 de la catedral de Sorau; el 1883 fou nomenat reial director de música. Va compondre nombroses obres vocals, tant en el gènere religiós com profà, entre aquelles l'oratori Isaaks Opferung; i en el gènere instrumental diverses per a orquestra de cordes, dos trios amb piano i una sonata per a violoncel: com a tractadista, publicà un Handbuch der Musik (1867) i Der Vortrag des liturgischen Gesanges (1891).